# Twixlum
Twixlum is een dorp in Oost-Friesland in de Duitse deelstaat Nedersaksen. Sinds 1973 maakt het deel uit van de stad Emden. Het ligt aan de noordoostrand van het stadsgebied.
Twixlum heeft zijn dorpskarakter behouden. Middelpunt van het dorp is de dorpskerk. De huidige kerk is rond 1500 gebouwd. De toren, die lager is dan de kerk, is een overblijfsel van een oudere kerk die waarschijnlijk al in de veertiende eeuw werd gebouwd.
- Gemeinsame Normdatei: 4656182-1
- Virtual International Authority File: 248734394